# Louis Charles Delescluze
Louis Charles Delescluze (2 de octubre de 1809-25 de mayo de 1871) fue un líder revolucionario, periodista y abogado francés, comandante militar de la Comuna de París. Karl Marx se refirió a él como un revolucionario auténtico, baluarte de la clase obrera y de todo el proletariado.

## Biografía
Nació el 2 de octubre de 1809 en Dreux, Eure-et-Loir. Estudió derecho en París, y se convirtió en miembro de varias sociedades republicanas secretas, y participó en la revolución de julio de 1830 que derrocó a la monarquía borbónica y puso al rey Louis-Philippe en el poder. En 1836 se vio obligado a refugiarse en Bélgica, donde se dedicó al periodismo republicano.
Regresó a Francia en 1840 y se estableció en Valenciennes. Después de la revolución de 1848, que derrocó a Luis Felipe y creó la Segunda República Francesa, se trasladó a París, donde comenzó un periódico llamado La Révolution démocratique et sociale (La revolución democrática y social), y fundó la organización revolucionaria Solidarité républicaine. En junio de 1848, otros revolucionarios hicieron un intento fallido de derrocar al gobierno de la nueva República, que fue reprimida rápida y violentamente por el ejército bajo el mando del general Louis-Eugène Cavaignac. En marzo de 1849 fue detenido y sentenciado a un año de prisión por criticar a Cavaignac. Fue detenido nuevamente en abril de 1850 y sentenciado a tres años de prisión; huyó de Francia a Inglaterra. Regresó secretamente a Francia en 1853, pero fue detenido y condenado a diez años de prisión y exilio. Cumplió su sentencia en las cárceles de Saint-Pelagie, Belle-Île, Carte y finalmente en la isla del Diablo en la Guayana Francesa. Durante su encarcelamiento de seis años, compuso una memoria que fue publicada en París en 1869 como De Paris à Cayenne, Journal d'un transporté.
1859, él y otros presos políticos fueron amnistiados por el emperador Napoleón III y en noviembre de 1860 regresó a Francia, debilitado por la enfermedad. Su siguiente aventura fue la publicación de Réveil, un periódico radical que apoyó a la nueva Asociación Internacional de Trabajadores, que fue fundada en 1864. Esta revista le trajo tres condenas, multa y encarcelamiento en un año, finalmente fue reprimida; Delescluze nuevamente huyó a Bélgica.

### Comuna de París
La rápida derrota del ejército francés en la guerra franco-prusiana de 1870 y la captura del Emperador en la Batalla de Sedán trajo un final repentino al Segundo Imperio, y la proclamación de la República Francesa. El nuevo gobierno, con sede en Burdeos, intentó continuar la guerra. El 8 de septiembre Delescluze regresó a París y se sumergió nuevamente en la política revolucionaria, agitando contra el nuevo gobierno nacional. En noviembre de 1870 fue alcalde del distrito 19 de la clase obrera. Los alemanes rodearon París y comenzaron un largo asedio. finalmente un bombardeo de la ciudad. El 28 de enero de 1871, después de que la ciudad había sufrido miles de muertes por inanición y enfermedades, el Gobierno de Defensa Nacional firmó un armisticio con los alemanes. Delescluze denunció el armisticio y pidió una lucha armada contra el Gobierno de Defensa Nacional. Los revolucionarios intentaron sin éxito apoderarse del Hotel de Ville y Delescluze y el periódico de Delescluze fue brevemente cerrado.
El 18 de marzo, el ejército francés intentó retirar una gran cantidad de cañones almacenados en un depósito en las alturas de Montmartre. Fueron bloqueados por soldados de la Guardia Nacional de París. Los soldados capturaron y mataron a dos generales del ejército francés, Claude Lecomte y Jacques Léon Clément-Thomas. Los líderes revolucionarios de París, incluido Delescluze, organizaron rápidamente elecciones para un nuevo gobierno revolucionario, llamado la Comuna de París. La mitad de los parisinos, en su mayoría los de los barrios más ricos del oeste de la ciudad, se abstuvieron, pero los del este obrero votaron en gran número. El 26 de marzo Delescluze fue elegido miembro de la Comuna de los distritos 11 y 19, y renunció a su escaño en la Asamblea Nacional. El 27 de marzo, la Comuna fue proclamada formalmente.

#### Líder revolucionario
Delescluze, debido a su prestigio y larga carrera revolucionaria, pronto se convirtió en miembro de los principales comités de la Comuna; la comisión de relaciones exteriores, la comisión ejecutiva (4 de abril); el Comité de Seguridad Pública (9 de mayo) y, aunque no tenía experiencia militar, el delegado civil del Comité de Guerra (11 de mayo), que lo convirtió efectivamente en el líder militar de la Comuna.
Delescluze y los otros miembros de la Comuna tuvieron poco tiempo para organizar su nueva administración; después del asesinato de los generales Lecomte y Clément-Thomas, el gobierno nacional francés, dirigido por el jefe ejecutivo Adolphe Thiers, trasladó su cuartel general a Versalles y comenzó a movilizar al ejército francés para recuperar la ciudad. La Comuna organizó su propia fuerza militar, la Guardia Nacional, y estableció un Comité de Seguridad Pública, inspirado en el Comité del mismo nombre en la Revolución Francesa, para reprimir la oposición. Los periódicos de oposición se cerraron y, a partir del 5 de abril, la Comuna arrestó al arzobispo de París y a doscientos sacerdotes y otras figuras religiosas, proponiéndoles cambiarlos por Auguste Blanqui, un líder revolucionario radical en manos del gobierno francés. Thiers se negó.
Un nuevo sitio de París, por el ejército francés, comenzó, bajo los ojos del ejército alemán, que todavía ocupaba las alturas al norte y al este de la ciudad. Cuando el ejército se acercó, Delescluze y la Comuna votaron para destruir los símbolos del viejo gobierno; la columna de Vendôme fue derribada el 16 de mayo; la casa de Adolphe Thiers fue vaciada y demolida el 16 de mayo.
El 21 de mayo de 1871, Delescluze y los miembros de la Comuna debatieron si castigar al líder militar de la Comuna, Gustave Cluseret por incompetencia o traición cuando se supo que el ejército francés había entrado en París a través de una sección de las defensas de la ciudad que sin darse cuenta había quedado sin defensores. Al día siguiente, Delescluze emitió una proclamación, convocando a todos los parisinos a unirse a la lucha contra el ejército. Delescluze no tenía ninguna experiencia como soldado, pero sabía cómo escribir prosa conmovedora. Esta fue su proclamación, que se imprimió y publicó en toda la ciudad el día 22:

AL PUEBLO DE PARÍS: A LA GUARDIA NACIONAL:

¡Ciudadanos!
¡Basta de militarismo, no más personal general con trenza y dorado en sus uniformes! ¡Dé paso a la Gente, a los luchadores con los brazos desnudos! Ha sonado la hora de la guerra revolucionaria. La gente no sabe nada sobre maniobras inteligentes, pero cuando tienen un rifle en la mano y un pavimento bajo sus pies, no tienen nada que temer de todos los estrategas de la escuela militar real.
Para armas, ciudadanos! ¡A las armas! Es una cuestión, como saben, de conquistar o caer en las manos despiadadas de los reaccionarios y clérigos de Versalles, de aquellos miserables que, por sus acciones, entregaron Francia a los prusianos, y que quieren hacernos pagar el ¡rescate por su traición!
Si deseas que la generosa cantidad de sangre que fluyó como el agua durante las últimas seis semanas, no haya sido en vano; si quieres vivir en una Francia que es libre y donde todos son iguales; si quiere evitarle a su hijo su dolor y miseria; te levantarás como un solo hombre, y debido a tu formidable resistencia, el enemigo, que orgullosamente imagina que te volverá a poner en tu yugo, se avergonzará por sus inútiles crímenes por los cuales ha estado manchado durante los últimos dos meses.
Ciudadanos, sus representantes pelearán y morirán con usted si es necesario; pero, en nombre de esta gloriosa Francia, la madre de todas las revoluciones populares, hogar permanente de las ideas de justicia y solidaridad que deben ser y serán las leyes del mundo, marcha al enemigo y deja que tu energía revolucionaria lo muestre que los traidores pueden tratar de vender París, pero que nadie puede rendirlo o conquistarlo.

¡La Comuna cuenta contigo, cuenta con la Comuna!
Proclamación de Louis Charles Delescluze, 22 de mayo de 1871. 

A pesar de sus palabras audaces, la Comuna estaba en una gran desventaja; las fuerzas de la Comuna fueron superadas en número por el ejército cuatro o cinco a uno; tenían muy pocos oficiales entrenados; y, lo más importante, no tenían un plan para la defensa de la ciudad; Delescluze llamó a cada barrio a defenderse.
La batalla por París tuvo lugar entre el 21 y el 28 de mayo de 1871, que luego se conocería como la "Semana sangrienta". Para el 22 de mayo, el ejército había capturado Montmartre y una gran parte de la ciudad. El 23 de mayo, Delescluze y los líderes de la Comuna se ubicaron dentro del Hotel de Ville. Ordenaron la quema del Palacio de las Tullerías, el símbolo de la autoridad del gobierno, así como el Palais de Justice, el Cour des Comptes, el Palacio de la Legión de Honor, parte del Palais-Royal y otros edificios e instituciones gubernamentales. El 24 de mayo, cuando se acercaba el ejército, Delescluze y los líderes de la Comuna tuvieron que abandonar el Hôtel de Ville. Tan pronto como se fueron, el Ayuntamiento fue incendiado, destruyendo el edificio y los archivos de la ciudad. El mismo día, por orden del Comité de Seguridad Pública, el arzobispo Darboy y una docena de otros rehenes fueron ejecutados. Un grupo de sacerdotes dominicanos fue ejecutado al día siguiente. La lucha fue amarga en ambos lados; Los soldados de la comuna capturados por el ejército solían ser fusilados sin mayor formalidad.

#### Muerte y legado
Delescluze y los demás líderes comuneros trasladaron sus oficinas centrales al ayuntamiento del distrito 13 de la rue Voltaire, pero este vecindario también fue atacado por el ejército. Aproximadamente a las 7:30 de la tarde del día 25, Delescluze se puso su faja ceremonial como jefe ejecutivo de la Comuna y caminó hasta la barricada defendida más cercana de la comuna, en Place Chateau-d'Eau. Desarmado, subió a la parte superior de la barricada, a la vista de los soldados del ejército, y fue tiroteado rápidamente. Después de la muerte de Delescluze, la lucha continuó los días 26 y 27, cuando se libró una sangrienta batalla en el cementerio de Pere Lachaise. El 28 de mayo, los últimos soldados de la Comuna se rindieron y la lucha terminó. Las bajas del ejército sumaron 873 muertos y 6424 heridos. Las víctimas de la comuna nunca se contaron oficialmente, pero de 6000 a 7000 soldados de la Comuna fueron enterrados en fosas temporales y luego fueron enterrados en cementerios de la ciudad, y otros 3000 pudieron haber sido enterrados en tumbas sin nombre. 45 522 prisioneros de la comuna fueron tomados, la mayoría de los cuales fueron posteriormente puestos en libertad. 3417 fueron condenados a deportación, 1247 a cadena perpetua, 3359 a términos más cortos, y 93 fueron condenados a muerte, de los cuales 23 fueron ejecutados. No hay una tumba marcada para Delescluze. A pesar de su ausencia y de los informes de que había sido asesinado, un tribunal militar lo juzgó formalmente en su ausencia y lo condenó a muerte.
En 1930, el consejo de la ciudad de París, con la mayoría de los miembros de los partidos comunista y socialista, votó el nombre de una calle en el distrito 11 rue Charles-Delescluze.